# Turismo del Holocausto

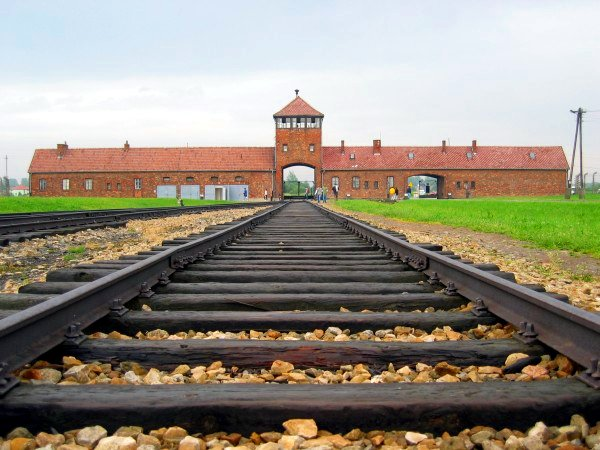
Vía principal de Auschwitz-Birkenau. Exposición permanente en el Museo estatal Auschwitz-Birkenau.

El turismo del Holocausto es un viaje de ida y vuelta a destinos relacionados con el exterminio de judíos durante el Holocausto en la Segunda Guerra Mundial, incluidas visitas a lugares de martirologio judío como los antiguos campos de exterminio nazis y campos de concentración convertidos en museos estatales. Pertenece a una categoría del llamado «turismo de raíces», generalmente en partes de Europa Central, o más generalmente, el tanatoturismo o turismo oscuro al estilo occidental hacia sitios de muerte y desastre.
El término Holocausto, que se usó por primera vez a fines de la década de 1950, se derivó de la palabra griega holokauston, que significa una ofrenda completamente quemada a Dios. Ha llegado a simbolizar el exterminio sistemático de aproximadamente seis millones de judíos europeos por parte de la Alemania nazi en los territorios ocupados desde 1933 hasta 1945. El término también se puede aplicar para referirse a las estimaciones de cinco a siete millones de víctimas no judías que fueron asesinadas por los nazis en el mismo período de tiempo.

## Espectro de turismo oscuro
El término «turismo oscuro» se acuñó por primera vez en 1996. Según P. R. Stone, existe un «espectro de turismo oscuro», que diferencia entre los matices del turismo oscuro:
| lo más oscuro | más oscuro | oscuro | ligero | más ligero | lo más ligero |
El espectro ayuda a identificar la intensidad tanto del marco de oferta como del consumo. El turismo más oscuro se caracteriza por los siguientes elementos: orientación educativa, antecedentes históricos, autenticidad de la ubicación en términos de reliquias (sin propósito) e infraestructura turística limitada. Los objetos del turismo más ligero tienen características en su mayoría opuestas: orientación al entretenimiento, centralización comercial, propósito comercial y un nivel más alto de infraestructura turística. El profesor William F. S. Miles estipula que la muerte y los eventos violentos, transmitidos entre generaciones a través de sobrevivientes y testigos, son más oscuros que otros eventos. Miles también observa que el nivel de oscuridad de un destino turístico puede depender parcialmente de los antecedentes familiares de los posibles turistas.
Stone distingue a siete proveedores oscuros, que crean el producto y la experiencia del turismo oscuro. El modelo de siete proveedores oscuros demuestra el turismo oscuro como un fenómeno multifacético, con el campo de exterminio de Auschwitz posiblemente el más oscuro en términos de influencia. Los campos oscuros del genocidio son lugares donde se perpetraron realmente el genocidio y la violencia. Todos estos sitios pertenecen a esta categoría. Auschwitz fue el más grande de los campos de exterminio nazis en la Segunda Guerra Mundial y está en la parte superior de esta lista. Los sitios del Holocausto generalmente dependen del patrocinio del gobierno. Entre los siete proveedores oscuros también se encuentran los sitios de guerra y campos de batalla (sitios de conflicto oscuros), lugares de recuerdo (santuarios oscuros), cementerios de personajes famosos (lugares de descanso oscuros), prisiones y juzgados (mazmorras oscuras), exhibiciones asociadas con la muerte y el sufrimiento (exposiciones oscuras), y finalmente, los sitios turísticos que enfatizan el entretenimiento (fábricas de diversión oscuras).

## Posmemoria e identidad judía

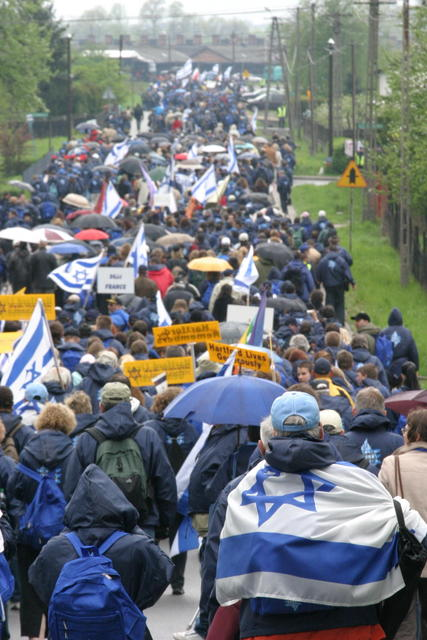
Marcha de los Vivos de Auschwitz a Birkenau.

Los sitios turísticos vinculados al Holocausto están estrechamente relacionados con el concepto de «posmemoria» y con la construcción de la identidad cultural judía. La noción de posmemoria, elaborada por la académica Marianne Hirsch, hace referencia a la transmisión generacional de experiencias traumáticas que son recordadas de manera indirecta por quienes no las vivieron en primera persona. Hirsch la define de la siguiente manera:

La posmemoria caracteriza la experiencia de quienes crecen dominados por narrativas que precedieron a su nacimiento, cuyas propias historias tardías son evacuadas por las historias de la generación anterior moldeadas por hechos traumáticos que no pueden ni entenderse ni recrearse.

La posmemoria se configura como un espacio de interrelación entre los sobrevivientes y las generaciones posteriores, en particular los hijos y nietos de víctimas del Holocausto, quienes heredan relatos, silencios y memorias fragmentadas. A partir de la década de 1970 comenzaron a aparecer los primeros estudios sobre la llamada «segunda generación». Entre ellos destaca la obra de Helen Epstein, Children of the Holocaust: Conversations with Sons and Daughters of Survivors (1979), basada en entrevistas con descendientes de sobrevivientes de distintos países.
Las identidades de muchos miembros de la segunda generación se construyen en diálogo constante con la experiencia de sus progenitores. En este sentido, las visitas judías a los lugares de memoria del Holocausto, como Auschwitz, Treblinka o el Gueto de Varsovia, son percibidas como formas de búsqueda de los orígenes identitarios y de conexión con una historia interrumpida. La antropóloga Erica Lehrer ha interpretado estas prácticas de turismo de memoria como «una forma de entrar en el flujo de la familia, la comunidad y la historia del que uno se siente desplazado».
Programas conmemorativos como la Marcha de los Vivos, que cada año reúne a miles de jóvenes judíos y no judíos en un recorrido desde Auschwitz hasta Birkenau, ejemplifican la centralidad de la posmemoria en la transmisión intergeneracional. Estas actividades no solo buscan mantener viva la memoria del genocidio, sino también fortalecer la identidad judía contemporánea y su vinculación con una historia marcada por la persecución y la diáspora.

## En Europa Central

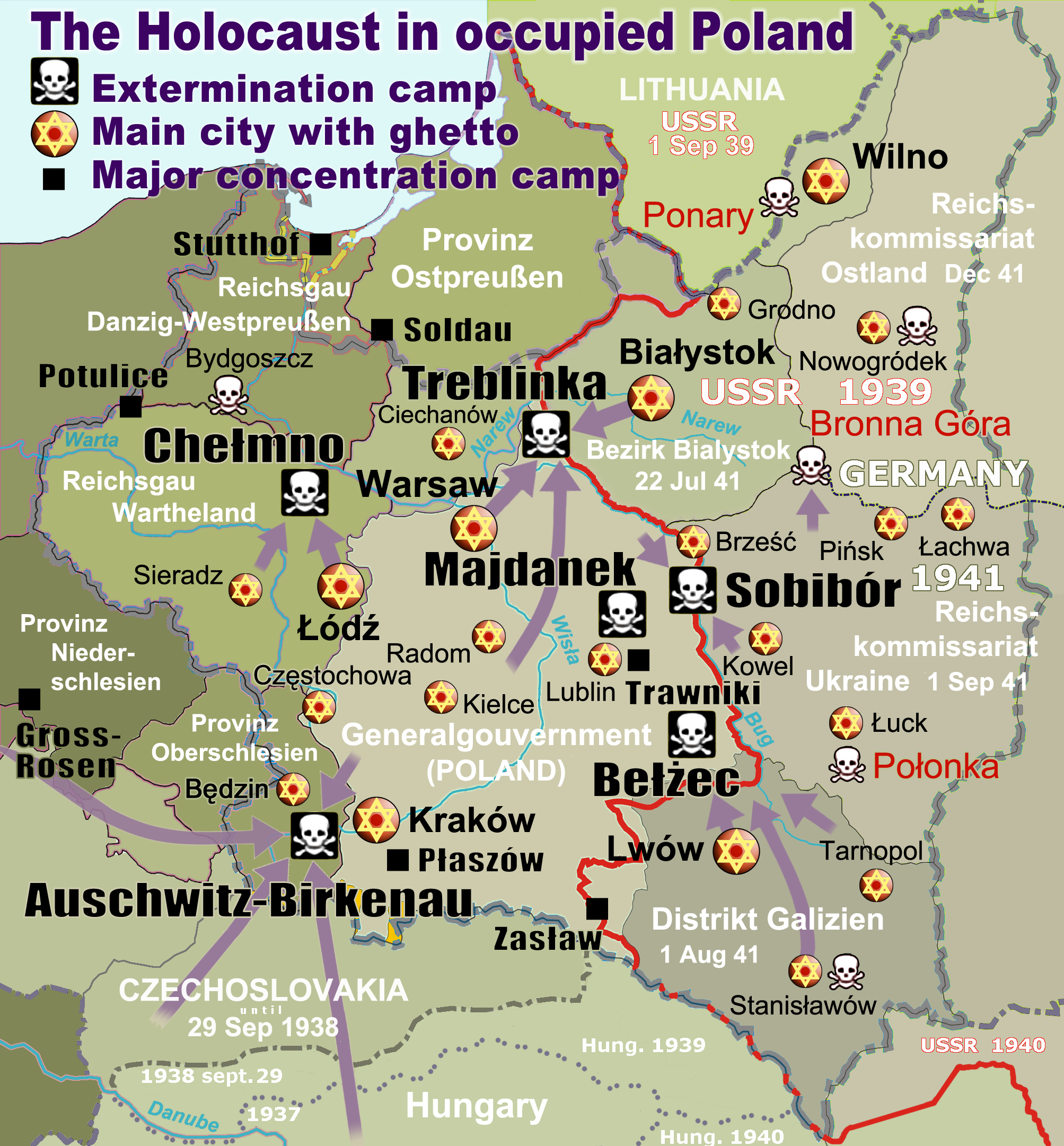
Mapa del Holocausto de Polonia.

Durante los últimos 20 años, Europa Central se ha convertido en la región más popular para los viajes de herencia judía. El reciente aumento del turismo se debe a varios eventos históricos que han abierto la región: el movimiento Solidaridad de Polonia; las políticas de glásnost y perestroika de Mijaíl Gorbachov; y la disolución de la Unión Soviética.
Aunque muchos de los turistas no tienen experiencia directa del Holocausto, muchos recorridos por el Holocausto visitan lugares auténticos del Holocausto, como cementerios y crematorios. Los dos destinos principales del turismo del Holocausto son Polonia e Israel. La relación entre esos dos países en el turismo del Holocausto fue ilustrada mejor por el antropólogo Jack Kugelmass, quien empleó un «enfoque de desempeño» para las misiones de grupo Shoa.

El viaje está orquestado para minimizar el contacto con la Polonia moderna e inculcar un sentido negativo del lugar. Los campos de la muerte sirven como símbolos de condensación para todo el pasado judío. Al identificarse con los muertos de la Shoa, los participantes buscan reafirmar su propia vulnerabilidad ... en oposición a su posición privilegiada como judíos en la sociedad estadounidense, mientras se comprometen a resistir la asimilación. Los viajes terminan inevitablemente en Israel, mitificado como «el futuro judío».
—J. Feldman, Above the Death Pits, Beneath the Flag (Por encima de los pozos de la muerte, bajo la bandera)

En Israel, la Marcha de los Vivos (MDLV) se estableció en 1988, que organiza giras sobre el Holocausto para adolescentes. Anualmente, MDLV envía a miles de jóvenes de más de cincuenta países a Polonia e Israel. Polonia es uno de los países más visitados por los turistas del Holocausto debido a la cantidad de campos de exterminio en Polonia. Antes de la Segunda Guerra Mundial, Polonia tenía la comunidad judía más grande de Europa, de la cual más de tres millones (90%) fueron asesinados.
Los campos de trabajo y muerte fueron construidos en Europa Central por las autoridades ocupacionales alemanas a fines de la década de 1930 y principios de la de 1940, muchos de ellos en Polonia, de los cuales Auschwitz fue el primero y más grande. En el período entre 1941 y 1944, el Reich estableció otros campos de exterminio en la Polonia ocupada, incluido Majdanek (en Lublin); Birkenau (en Brzezinka); Treblinka (cerca del pueblo de Treblinka); Bełżec (sureste de Lublin); Sobibór (cerca del pueblo de Sobibor); Chełmno (cerca del pueblo de Chełmno nad Nerem).

## Vista crítica
El turismo del Holocausto, a pesar de su corta existencia, ha sido objeto de críticas. El periodista polaco y activista judío Konstanty Gebert señaló:

La gente tiende a olvidar que lo importante de los judíos polacos no es que esperaron 900 años a que los alemanes vinieran y los mataran, sino que en realidad hicieron algo durante esos 900 años.
—Konstanty Gebert, Living in the Land of Ashes (Viviendo en la tierra de las cenizas)

El antropólogo Jack Kugelmass escribió que los viajes estadounidenses a Polonia, patrocinados por el Ministerio de Educación de Israel, promueven la muerte en lugar de la vida, porque los sitios del Holocausto permiten una fuerte apelación emocional a una identidad mitologizada. De la misma manera, los mensajes propagandistas impuestos por los organizadores a los estudiantes que participan en los viajes de la Shoah son nacionalistas más que universalistas, e inevitablemente, impactan también en su empatía hacia los palestinos. La crítica de las misiones del grupo Shoah por Israel News and Opinion se centró en su aspecto económico, con miembros individuales pidiendo un boicot generalizado de los sitios relacionados con el Holocausto de Polonia. Para detener la infusión de dinero del turismo, prominentes rabinos abogaron por que los judíos se abstuvieran de ir a Polonia incluso si deseaban participar solo en la Marcha de los Vivos oficial.

Este tipo de publicaciones en [foros] indican que muchos judíos están dispuestos a sacrificar los beneficios de visitar sitios históricos para restaurar la equidad perdida y potencialmente tomar represalias contra naciones enteras y sus ciudadanos, sesenta años después de un evento en particular ... Además, estos intentos a menudo fueron realizadas por personas que no estaban directamente involucradas en el evento injusto, pero que experimentaron los efectos de la victimización indirectamente.
—J. S. Podoshen, J. M. Hunt

## Alternativa de turismo de búsqueda
El turismo de búsqueda, o «turismo de raíces», es un tipo de turismo cultural y etnográfico centrado en la herencia judía y su exterminio como tragedia histórica. Este término fue utilizado por primera vez por Erica Lehrer. Se diferencia del turismo del Holocausto por su orientación al aspecto trágico de la herencia judía. Los turistas de búsqueda tienen motivaciones específicas y pueden caracterizarse por las siguientes características:
1. Son, por regla general, descendientes de supervivientes del Holocausto;[16]
2. Viajan individualmente o con amigos cercanos y familiares;[17]
3. Están muy interesados en viajar;[18]
4. Poseen una fuerte postmemoria;[19]
5. Su objetivo es revelar la historia y superar la ideología comunal.[20]

## Comunidades judías virtuales
Hay tres comunidades en Internet en las que se difunden inquietudes y noticias relacionadas con los judíos, en particular con respecto al turismo del Holocausto en Alemania y en Europa Central. Según lo descrito por J. S. Podoshen y J. M. Hunt, son:
1. Jewish Current Events. Un foro principalmente norteamericano e israelí con miles de publicaciones sobre eventos mundiales, así como noticias relacionadas con judíos de publicaciones periódicas judías globales.
2. Religious Judaism. Una comunidad de más de cuatro mil judíos ortodoxos y conservadores estadounidenses, cuyo principal interés es el judaísmo y su difusión por todo el mundo. La comunidad se subdivide en grupos basados en áreas geográficas. El grupo ha publicado más de un millón de publicaciones y, según el archivo de la comunidad, el Holocausto en relación con el turismo es uno de los temas más discutidos.
3. Israeli News and Opinion. Un sitio compuesto por judíos que viven en y cerca de Israel, que analiza noticias de fuentes de prensa populares israelíes y judías.[15]

## Lectura adicional
- Richmond, T. (1996). Konin: One Man's Quest for a Vanished Jewish Community. Vintage.; 572 pp.
- Epstein, H. (1979). Children of the Holocaust: conversations with sons and daughters of survivors. Putnam.; 348 pp.
- Thurnell-Read, T.P. (2009). «Engaging Auschwitz: an analysis of young travellers' experiences of Holocaust Tourism.». Journal of Tourism Consumption and Practice 1 (1): 26-52. ISSN 1757-031X.
- Feldman, J. (2008). Above the Death Pits, Beneath the Flag. Reino Unido.; 95 pp.
- Korstanje, M. (2016). The Rise of Thana-Capitalism and Tourism 1. Routledge.
- Verma, S.; Jain, R. (2013). «Exploiting Tragedy for Tourism». Research on Humanities and Social Sciences 3 (8): 9-13.
- Werdler, K. (2013). «Dark tourism and place identity: managing and interpreting dark places». Journal of Heritage Tourism: 1-3.
- Gnoth, J.; Matteucci, X. (2014). «A phenomenological view of the behavioural tourism research literature». International Journal of Culture, Tourism and Hospitality Research 8 (1): 3-21.
- Potts, T. J. (2012). «'Dark tourism' and the 'kitschification' of 9/11». Tourist Studies 12 (3): 232-249.
- Wilson, J. Z. (2008). Prison: Cultural memory and dark tourism.
- Sather-Wagstaff, J. (2011). Heritage that hurts: Tourists in the memoryscapes of september 11 4. Left Coast Press.
- Tzanelli, R. (2017). Thanatourism and cinematic representations of risk: Screening the end of tourism 1. Routledge.

- Datos: Q15964480